# Тиха
Тиха, (грч. Tykhe) (лат. Fortuna), је једно од судбинских божанстава, богиња случајности и среће.
По Хесиоду, кћи Океана и Тетије, а по Пиндару, једна од Мојри. Тиха је ћудљива, непредвидљива и понекад неправедна, живела је на Олимпу и највише је била у друштву Зевса. Од осталих богова најприснија је била са богом богаства Плутом, кога је одгајала заједно са Ејреном, богињом мира.
Атрибути богиње Тихе су:
- крма (која означава управљање људском судбином)
- кугла (која стоји за променљивост среће)
- рог изобиља (за богатство и дарове среће).

Рог потиче од козе Амалтеје, која је својим млеком отхранила Зевса, јер га је његова мајка Реја морала напустити после рођења на Криту.
У Аргу, Паламед је своје коцке подарио Тихином светилишту. Култ Тихе је тада био још неразвијен и њен храм је био слабо посећен.
Култ Тихе се нарочито проширио у хеленистичко доба, кад се она — у време великих промена у свету и афирмације појединачне иницијативе — сматрала за најважније божанство.
Код Менандра и његових савременика, Тиха је основно начело које одређује људски живот и судбину града. У малоазијским грчким градовима Тиха је била веома поштована као заштитница градова. Она је имала своје јавне и приватне култове, подизани су јој храмови и статуе, а приношене крвне и бескрвне жртве.
Код Римљана је поистовећена са врло поштованом богињом Фортуном.
О омиљености Тихе сведочи и чињеница да су лична имена која садрже тај корен (у значењу нашег Срећко) врло честа, (Тихомир, Тихана, Тијана, Тихо Брахе итд.) нарочито од I века п. н. е.
Антички уметници често су сликали Тиху. Као заштитницу градова приказивали су је како седи, а глава јој је била украшена венцем у облику градских бедема.